# Krykiet na letnich igrzyskach olimpijskich

Krykiet obecny był w programie igrzysk olimpijskich jeden raz. Rywalizacja o medale odbyła się podczas Letnich Igrzysk Olimpijskich 1900 w Paryżu. Wystartowały wówczas tylko dwie drużyny.

## Kalendarium
| Rok  | Miejscowość | Kraj    | Zawody                                          |
| ---- | ----------- | ------- | ----------------------------------------------- |
| 1900 | Paryż       | Francja | Krykiet na Letnich Igrzyskach Olimpijskich 1900 |

## Zawody
| Konkurencja      | 96 | 00 | 04 | 08 | 12 | 20 | 24 | 28 | 32 | 36 | 48 | 52 | 56 | 60 | 64 | 68 | 72 | 76 | 80 | 84 | 88 | 92 | 96 | 00 | 04 | 08 | 12 | Razem |
| ---------------- | -- | -- | -- | -- | -- | -- | -- | -- | -- | -- | -- | -- | -- | -- | -- | -- | -- | -- | -- | -- | -- | -- | -- | -- | -- | -- | -- | ----- |
| Turniej mężczyzn |    | •  |    |    |    |    |    |    |    |    |    |    |    |    |    |    |    |    |    |    |    |    |    |    |    |    |    | 1     |
|                  |    |    |    |    |    |    |    |    |    |    |    |    |    |    |    |    |    |    |    |    |    |    |    |    |    |    |    |       |
| Ogólnie          | -  | 1  | -  | -  | -  | -  | -  | -  | -  | -  | -  | -  | -  | -  | -  | -  | -  | -  | -  | -  | -  | -  | -  | -  | -  | -  | -  | 1     |

## Klasyfikacja medalowa
| Miejsce | Państwo         |   |   |   | Razem |
| ------- | --------------- | - | - | - | ----- |
| 1.      | Wielka Brytania | 1 | 0 | 0 | 1     |
| 2.      | Francja         | 0 | 1 | 0 | 1     |